# نوام إيمران
نوام إيمران (مواليد 24 سبتمبر 2002) هو لاعب كرة قدم فرنسي يلعب كمهاجم في نادي مانشستر يونايتد.

## وصلات خارجية
- نوام إيمران على موقع قاعدة بيانات كرة القدم.إي يو (الإنجليزية)
- نوام إيمران على موقع Soccerway.com (الإنجليزية)